# Т-34-85
T-34-85 — радянський середній танк періоду Німецько-радянської війни. Прийнятий на озброєння РСЧА Постановою ДКО № 5020 сс, від 23 січня 1944 року.
Є завершальною модифікацією танка Т-34 зразка 1943 р. Нова, простора, тримісна гарматна башта розроблена з використанням конструктивно-технологічних рішень, реалізованих в дослідному танку Т-43. Встановлення більш потужної 85-мм гармати, в поєднанні з низкою конструктивних доробок, значно підвищили бойову ефективність танка Т-34-85, порівняно з попередником Т-34-76. Нова башта забезпечила збільшення обсягу бойового відділення, можливість розміщення більш потужної 85-мм гармати, кращий розподіл функцій між членами екіпажу та його захищеність. При незначно збільшеному, завдяки башті, загальному бронезахисту, (порівняно з танком Т-34-76), але недостатньому, порівняно з важкими танками противника за показником 1944 року, танк Т-34-85 практично не втратив колишньої рухливості й маневровості.
Т-34-85 вироблявся в СРСР з січня 1944 року по 1950 рік, до початку масового виробництва Т-54. За ліцензією СРСР, 3185 танків цього типу було вироблено в Чехословаччині в 1952—1958 роках і 1980 танків — у Польщі, в 1953—1955 роках. Всього, танків Т-34-85 (з урахуванням вироблених в ЧССР і ПНР), було випущено понад 35 000 одиниць, а з урахуванням раніше випущених Т-34-76, загальний випуск склав близько 70-80 тисяч одиниць. Це дозволяє стверджувати, що танк Т-34 був наймасовішим танком у Світі.
З 1944 року Т-34-85 був основним середнім танком РСЧА у Німецько-радянській війні, а після її завершення, становив основу танкових військ Радянської армії аж до середини 1950-х років, до масового надходження в танкові війська Радянської Армії, новітніх середніх танків Т-54. Офіційно танк Т-34-85 знятий з озброєння Російської Федерації тільки в 1993 році. Після війни Т-34-85 в значних кількостях постачалися в ряд держав Європи та Азії, де використовувалися в збройних конфліктах, включаючи Корейську і Шестиденну війни та ряд інших. Станом на 2010 рік, Т-34-85 все ще перебуває на озброєнні низки країн.

## Історія

### Ефект нахилу броні
Аналіз показав, що нахил броні важливий лише для випадків, коли калібр снаряда не перевершує товщини броні, тобто, в даному випадку, для калібрів менше 45 мм. Зі збільшенням калібру захисний ефект нахилу швидко знижується. Для снарядів калібру 88 мм нахил броні Т-34 практично не впливав на пробиття броні.

### Причини створення завершальної модифікації танка Т-34
У 1942 році, в міру освоєння великосерійного виробництва та здійснення поточної модернізації танків Т-34-76, з метою зниження трудомісткості виробництва і поліпшення бойових якостей, ведуче, по танку Т-34, конструкторське бюро заводу № 183, приступило до розробки проекту нового середнього танка Т-43.
Проект танка Т-43 розроблявся в напрямку підвищення, в порівнянні з танком Т-34, бойової живучості, за рахунок збільшення товщини броньових листів корпусу та башти, і бойової ефективності, за рахунок збільшення обсягу бойового відділення, шляхом розробки нової, більш просторої башти. При розробці проекту рівень уніфікації вузлів і деталей з серійним танком Т-34 становив 78,5 відсотків; конфігурація і габарити корпусу, в основному залишилися такими ж як на Т-34; двигун, трансмісія, елементи ходової частини, гармата — такі ж як на Т-34. У той же час, в проекті Т-43 були реалізовані деякі конструкторські розробки з довоєнного проекту танка Т-34М. Зокрема, у зв'язку зі збільшенням бойової маси танка Т-43, порівняно з танком Т-34, вперше для середнього танка було реалізовано торсіонну підвіску опорних котків.
Проте, до середини 1943 р., коли виникла необхідність встановити на середній танк Т-43 85-мм гармату (до випробувань були готові чотири варіанти 85-мм гармати, розроблені для середнього танка), виявилося, що новий танк Т-43, не має для цього резерву зі збільшення бойової маси. Навіть зі своєю «рідною», 76-мм гарматою танк Т-43, важив більше 34 тонн. Подальше збільшення маси цього танка приводило до зниження такого найважливішого показника бойової ефективності як рухливість. Крім того, перехід заводів на багатосерійне виробництво нового танка, неминуче викликав би зниження обсягів виробництва, що в умовах воєнного часу визнали неприпустимим. Крім того, торсіонна підвіска опорних котків, щодо великого діаметра, ще не була достатньо надійною для умов експлуатації середнього танка… Через це в КБ заводу № 183 вирішили не створювати новий танк, а модернізувати вже існуючий Т-34 до завершальної модифікації.

## Серійне виробництво

### Серійне виробництво на радянських заводах
У грудні 1943 р. завод № 112 приступив до підготовки серійного виробництва танка Т-34, з гарматою Д-5Т.
1 січня 1944 року на озброєння танка Т-34 прийнята гармата С-53, з наданням можливості установки у башті, як зі штатним (1420 мм), так і розширеним (1600 мм), діаметрами баштових погонів (постанова ДКО №…., від 1 січня 1944 р).
23 січня 1944 року танк Т-34-85 був прийнятий на озброєння РСЧА (постанова ДКО № 5020 сс, від 23 січня 1944 року). У зв'язку з цим усі танки Т-34 з 76 -мм гарматою випуску 1944 р. і попередніх випусків отримали позначення Т-34-76.
1944 р. Перше півріччя — серійне виробництво середніх танків Т-34-76, (зразка 1943 р.) продовжували здійснювати: завод № 112 «Червоне Сормово», «Уральський завод важкого машинобудування» (УЗТМ) м. Свердловськ; № 183 «імені Комінтерну» м. Нижній Тагіл; завод № 174, м. Київ. Головним, з виробництва танків Т-34-85, в 1944—1945 рр.., Був завод № 183 Сталінградський тракторний завод (СТЗ), не відновив танкове виробництво; Уральський завод важкого машинобудування «Уралмаш», (УЗТМ), м. Свердловськ, випускав виключно САУ, на базі танка Т-34; Уральський Кіровський завод (УКЗ), м. Челябінськ, завершував виробництво танків Т-34-76 і повністю переключався на випуск важких танків і САУ на їх базі.
- У січні 1944 р. Завод № 112 випустив перші 25 од. танків Т-34-85, з гарматою Д-5Т.
- З лютого 1944 р. Завод № 112 приступив до поступового переходу на випуск танків Т-34-85, з гарматою С-53.
- У лютому 1944 р. Завод № 112 випустив 75 од. танків Т-34-85, з гарматою Д-5Т.
- З березня 1944 р. Розпочато випуск гармат С-53, в пуско-налагоджувальних режимі.

15 березня 1944. Завод № 183 (УТЗ), випустив перші танки Т-34-85, з гарматою С-53.
- У березні 1944 р.. Завод № 112 випустив 150 од. танків Т-34-85, з гарматою Д-5Т.
- У квітні 1944 р.. Завод № 112 випустив завершальну партію, 5 од. танків Т-34-85, з гарматою Д-5Т, завершив виробництво танків Т-34-76, і приступив до серійного виробництва танків Т-34-85, з гарматою С-53.

Примітки:Всього, в період з січня по квітень 1944 р., завод № 112 випустив 255 од. танків Т-34-85. з гарматою Д-5Т, з цієї кількості, 5 од. — Командирських, з радіостанцією РСБ-Ф. При першій установці гармати С-53, з'ясувалася необхідність доопрацювання башти, з метою збільшення нижнього кута вертикального наведення.
- З травня 1944 р. Розпочато поточний випуск гармат С-53.
- З червня 1944 р. Завод № 112 і № 174 приступили до серійного виробництва танків Т-34-85. з гарматою С-53, і завершив серійне виробництво танків Т-34-76.

Серійне виробництво танків Т-34-85 здійснювалося: заводом № 112, «Червоне Сормово», в період з січня 1944 року, по 1950 рік включно, всього близько 12 221 од.; Заводом № 183, (м. Нижній Тагіл), з 15 березня 1944 року, по 1946 рік включно, всього близько 14 434 од.; заводом № 174, (м. Омськ), з червня 1943 року, по 1946 рік включно, всього близько 3994 од. Загальна кількість танків Т-34-85 побудованих заводами СРСР, в період 1944—1950 рр.., Становить приблизно — 30 649 (35 399 ÷ 35 415) од. У дужках вказані дані із закордонних джерел.
Дотепер, за даними радянських і закордонних джерел, наводяться лише приблизні відомості про кількість випущених танків Т-34-85: Протягом 1944 року, всього випущено приблизно — 10 647 ÷ 10 663 од; з цієї кількості: 10 499 од. — Лінійних; 134 од. — Командирських; 30 од. — Вогнеметних. Зокрема:
- Завод № 183, всього випустив приблизно — 6585 од.;
- Завод № 112, всього випустив приблизно — 3062 од.;
- Завод № 174, всього випустив приблизно — 1000 од.;

Протягом 1945 року, всього випущено приблизно — 12 551 од; з цієї кількості: 12 110 од. — Лінійних; 140 од. — Командирських; 301 од. — Вогнеметних. Зокрема:
- Завод № 183, всього випустив приблизно — 7356 од.;
- Завод № 112, всього випустив приблизно — 3255 од.;
- Завод № 174, всього випустив приблизно — 1940 од.;

Протягом 1946 року, всього випущено приблизно — 2701 од; виключно лінійних танків Т-34-85. Зокрема:
- Завод № 183, всього випустив приблизно — 493 од.;
- Завод № 112, всього випустив приблизно — 1154 од.;
- Завод № 174, всього випустив приблизно — 1054 од.;

З 1947 по 1950 рр.., Серійний випуск, виключно лінійних танків Т-34-85, виробляв тільки завод № 112. Зокрема:
- У 1946 році, завод № 112, випустив приблизно — 2701 (5500) од;
- У 1947 році, завод № 112, випустив приблизно — 2300 (4600) од;
- У 1948 році, завод № 112, випустив приблизно — 1850 (3700) од;
- У 1949 році, завод № 112, випустив приблизно — 450 (900) од;
- У 1950 році, завод № 112, випустив приблизно — 150 (300) од;

У дужках вказані дані із закордонних джерел.
У танка Т-34-85, якість і надійність вузлів і агрегатів досягли найвищого рівня, при цьому, конструкція і компонування зберегли виняткову технологічність, високу ремонтопридатність, швидке відновлення і введення в дію танків, пошкоджених в ході бойових дій. Конструктивний і ваговій резерви подальшого підвищення бойової ефективності танка Т-34-85, були вичерпані далеко не повністю. Зокрема: — Не була реалізована торсіонна амортизація опорних ковзанок, по аналогії з дослідним танком Т-43, і серійним Т-44, яка забезпечила б: поліпшення динамічних характеристик машини; збільшення обсягу бойового відділення, за рахунок ліквідації бортових шахт, пружинних амортизаторів підвіски опорних котків. — Не була реалізована поперечна установка двигуна, за аналогією з серійним танком Т-44, яка забезпечила б можливість перекомпонування корпусу з метою зміщення осі обертання башти, тому, з метою розвантаження передніх опорних котків, з метою посилення лобовій частині корпуса і збільшення обсягу бойового відділення корпусу.
Примітка: Серійний середній танк Т-44, з'явився симбіозом серійного Т-34-85 і дослідного Т-43. Посилення броньового захисту корпусу танка Т-44, порівняно з Т-34, було досягнуто, зокрема, за рахунок: зменшення його будівельної висоти; ліквідації надгусеничних ніш, а значить, зменшення корисного об'єму корпусу, компенсується зменшенням кількості членів екіпажу. В процесі серійного виробництва, в конструкцію танків Т-34-85, заводи вносили зміни, з метою: зниження собівартості виробництва; підвищення надійності; бойової живучості та бойової ефективності.
- У міру виробництва змінювалися форма і зменшувалися розміри балки носової частини корпусу, що з'єднує верхній і нижній лобові листи, а на машинах пізніх випусків була взагалі вилучена — верхній і нижній лобові листи зварювалися встик.
- Протягом 1944 року, введені: кріплення 5-ти запасних траків на верхньому лобовому аркуші корпусу; коробчасті передні грязьові щитки, відкидаються на петлях; установка малих димових шашок (МДШ) на кормовому листі корпусу.

Серійні танки Т-34-85, (як і їх попередники, Т-34-76), споруди різних заводів, при абсолютній уніфікації вузлів і деталей, в той же час мали незначні, індивідуальні — заводські, конструктивні відмінності, зумовлені місцевими технологічними особливостями виробництва. Зокрема: різні варіанти кріплення запасних паливних баків на бортах корпусу; різні варіанти захисних планок погона башти; в ходової частини, використовувалися опорні котки тільки з гумовими бандажами (дефіцит гуми ліквідовано, завдяки постачанням з США), як штамповані, так і литі, з розвиненим ребрами і полегшують отворами; різні варіанти гусеничних траків; гарматні башти відрізнялися конфігурацією і розташуванням зварних та ливарних швів, кількістю і розташуванням оглядових приладів, вентиляційних грибків, монтажних вузлів; скоб-поручнів; розташуванням і конструкцією командирської башточки. Танки Т-34-85 з гарматою Д-5Т, будівлі заводу № 112, «Червоне Сормово», мали такі конструктивні особливості: Маска гармати, біля основи ствола циліндрична, менше ширина амбразурного вікна, встановлений телескопічний шарнірний приціл ТШ-16, був відсутній електропривод повороту башти. Цапфи люльки гармати мають великий винос вперед, щодо осі повороту башти, командирська башта зміщена вперед.
З червня 1944 р. завод № 112 почав випускати танки Т-34-85, з гарматою С-53, при цьому, перші танки мали зовнішні ознаки аналогічні танкам з гарматою Д-5Т. Зокрема, конфігурацію ранньої сормовській башти, U —подобні монтажні рами, розташування паливних баків, і т. д.
У грудні 1944 р. Завод № 112 вніс на розгляд ГАБТУ ряд пропозицій щодо поліпшення компонування башти. Зокрема:
- Про заміну 2-стулчастого командирського люка одностулкові;
- Про введення в ніші башти безрамної боєукладки на 16 пострілів;- Про дублювання управління поворотом башти;
- Про поліпшення вентиляції бойового відділення за рахунок рознесення вентиляторів, шляхом перенесення одного з двох установлених в задній частині даху башти, в її передню частину. При цьому, передній вентилятор був витяжним, а задній — нагнітальним;

У січні 1945 р., з перерахованих вище пропозицій заводу № 112, було впроваджено тільки одностулкова кришка люка командирської башточки. Танки Т-34-85, з рознесеними вентиляторними грибками на башті, випускалися виключно заводом № 112 вже після війни. У правому борту корпусу, була відсутня оглядова щілина.

### Ліцензійне виробництво на заводах Польщі та Чехословаччини
У кінці 1940-х рр.. Відповідно до рішення урядів Польщі і Чехословаччини, для надання допомоги в освоєнні серійного виробництво танків Т-34-85, з СРСР були передані конструкторсько-технологічна документація, технологічне обладнання, оснащення, відряджені радянські фахівці. У 1949 р. Завод ЧКД, м. Прага., придбав ліцензію на виробництво танка Т-34-85 і САУ СУ-100. У 1951 р. Ліцензію на виробництво Т-34-85 придбав польський завод Burnar Labedy. Танки Т-34-85, польського та чехословацького виробництва, мали незначні конструктивні відмінності. Серійне виробництво здійснювалося: в ПНР, протягом 5 років; в ЧССР, протягом 6 років. До 1 травня 1951 зібрані перші 4ед. польських Т-34-85, частина вузлів і агрегатів для них були доставлені з СРСР. З 1953 по 1955 рр., В ПНР було випущено 1185 машин, а всього — 1380 машин.
Зимою 1952 р. Перший Т-34-85 чехословацького виробництва, був випущений заводом ЧКД (CKD), Praha Sokolovo, за іншими даними, заводом «Імені Сталіна», в місті Rudy Martin.В ЧССР танки Т-34-85 випускалися до 1958 р., всього випущено 3185 од., Значна частина яких, на експорт. На базі танка Т-34-85 в ЧССР були розроблені і випускалися: мостоукладчик МТ-34; евакуаційний тягач CW-34, і ряд інших машин.
У 1953 р. польські Т-34 були двічі піддані модернізаціям і позначені відповідно: Т-34-85М1 та Т-34-85М2. В ході модернізації: було встановлено передпусковий підігрівач; двигун був пристосований для роботи на різних видах палива; встановлені пристрої полегшують керування танком; змінено розташування боєкомплекту; встановлена система дистанційного управління курсовим кулеметом, що дозволила скоротити кількість членів екіпажу до 4-ч чоловік; встановлено обладнання підводного водіння. У ПНР, на базі танка Т-34 були розроблені і проводилися кілька зразків інженерних і ремонтно-евакуаційних машин.

#### Конструктивні особливості Т-34 польського виробництва
- Інше розташування боєкомплекту — 55 пострілів;
- Число членів екіпажу скорочено до 4-х чоловік, завдяки новій системі наведення і заряджання лобового кулемета;
- Встановлено додаткові механізми, що полегшують керування танком;
- Встановлено обладнання, що забезпечує подолання водних перешкод по дну;
- Незначно змінена конфігурація башти;
- Збільшена кутова швидкість обертання башти, до (25 ÷ 30) ° / сек;
- Встановлено: інша радіостанція — «10РТ-26Е»; інший танковий переговорний пристрій — ТПУ-47, інші прилади спостереження для командира — ТПК-1, або ТПК-У25;
- Встановлено прилад нічного бачення, для механіка-водія;
- Збільшено обсяг додаткових паливних баків, що забезпечують збільшення дальності ходу до 650 км;
- Двигун, пристосований для роботи на різних видах палива, обладнаний підігрівачем, що полегшує запуск при негативних температурах;

#### Конструктивні особливості Т-34 чехословацького виробництва
- Дещо інша конфігурація башти;
- Інша форма і розташування додаткових паливних баків.

## Конструкція і компонування танка Т-34-85
З прийняттям на озброєння завершальній модифікації танка Т-34-85, всі серійні танки Т-34, попередніх випусків, (зразки 1940—1943 рр.), Отримали єдине позначення Т-34-76. На відміну від свого попередника Т-34-76, Т-34-85, з гарматою С-53 (ЗІС-С-53), мав тримісну башту збільшеного розміру (діаметр погона збільшений з 1420 до 1600 мм), що дозволило збільшити обсяг бойового відділення, розмістити потужнішу гармату, додаткового члена екіпажу і звільнити командира танка від ролі навідника, для більш ефективного координування дій екіпажу. Перші танки Т-34-85, будівлі заводу № 112, «Червоне Сормово», з гарматою Д-5Т, мали двомісну башту, кілька відрізняється конструктивно від башти розробки заводу № 183. Гармата Д-5Т займала багато місця, що не дозволило розмістити додаткового заряджаючого.
Примітка: Танки Т-34-76 (Т-34, зразка 1943 р.), що завершують серій випуску, мали тримісну башту з командирською башточкою. Навідник гармати іменувався: «командир башти», або «башнер».

### Броньовий корпус танка Т-34-85

#### Компонування корпусу
Внутрішній об'єм корпусу умовно розділений на чотири секційних відділення: відділення управління, в передній частині корпусу; бойове відділення, у середній частині корпусу; відділення силової установки, в задній частині корпусу; відділення силової передачі, в кормовій частині корпусу. Бойове відділення, відділення силової установки та силової передачі відокремлені одне від іншого знімними сталевими перегородками.

### Конструкція корпусу
Корпус танка — зварний, складається з наступних основних частин: лобової частини; бортів; кормової частини; днища і даху.
Броньові листи корпусу виконані з катаної броні, з'єднані між собою електрозварюванням, мають товщини і кути нахилу, відповідно: верхній лобовій — 45 мм, 60°; нижній лобовій — 45 мм, 53°; верхній кормової — 45 мм, 48°; нижній кормової — 45 мм, 45°; верхні бортові — 40°. Передній лист днища товщиною 20 мм, решта — 13 мм. Дах товщиною 20 мм.
Лобова частина корпусу складається з верхнього і нижнього лобових бронелистів.
Примітно, то що в міру виробництва танків Т-34-85, балка носової частини корпусу, що з'єднує верхній і нижній лобові листи, зменшувалася в розмірах, а на машинах пізніх випусків була вилучена — верхній і нижній лобові листи зварювалися встик.
На верхньому лобовому аркуші праворуч, прорізана амбразура для кульової установки лобового (курсового) кулемета і приварена броньовий захист (броньовий ковпак амбразури), ліворуч, прорізаний люк для входу і виходу механіка-водія, що закривається кришкою. У кришці люка механіка-водія виконані два вікна для установки оглядових приладів спостереження, закритих броньовими кришками, що відкриваються механічним приводом від внутрішнього руків'я. З боків від буксирних гаків, виконані різьбові отвори, що закриваються броньовими заглушками на різьбі. Через ці отвори забезпечується доступ до хвостовика «черв'яків» механізму натягу гусениць.
Борти корпусу. Складаються з нижніх вертикальних і верхніх похилих бронелистів, до яких приварені горизонтальні полки (надкрилкі). До нижніх сторонам похилих бронелистів, із зовнішнього боку, приварені горизонтальні надгусеничних полки, які спільно з горизонтальними полками корпусу, утворюють брудозахисні крила, служать місцем для розташування ящиків ЗІП і опорою для десантників.
На надгусеничній полиці лівого борту встановлений ящик з інструментом і запасними частинами для гармати.
На надгусеничній полиці правого борту: встановлено скриньку для інструменту та запасних частин; закріплені запасні траки для гусениць; покладений один або два буксирних троса.
На лівому похилому бронелисти корпусу встановлені: попереду — кронштейни фари і сигнального Тифона; в кормовій частині — кронштейни кріплення двох запасних, неброньованих баків, один для палива, інший для масла.
На правому похилому бронелисти корпусу встановлені: попереду — кронштейн виведення радіоантени; в кормовій частині — кронштейни кріплення двох запасних неброньованих паливних баків.
Паливо і масло, що знаходиться в запасних, неброньованих паливних баках, витрачається до вступу танка в бій.
У кожному нижньому вертикальному аркуші виконані отвори для проходу торсіонних осей підвіски балансирів опорних котків, вирізи для цапф балансирів. З зовнішніх сторін, до нижніх вертикальним листам приварені кронштейни для кріплення гумових упорів, що обмежують переміщення опорних котків вгору. З внутрішньої сторони вертикальних бронелистів приварені шахти для пружинних амортизаторів (ресор) підвісок опорних ковзанок. Між шахтами для амортизаційних пружин підвісок 2-й і 3-й пар опорних ковзанок, з боків секції бойового відділення, обладнані відсіки для передніх — нижніх і верхніх, бортових паливних баків, між шахтами для амортизаційних пружин підвісок 3-й і 4-й пар опорних ковзанок, з боків секції силової установки, обладнані відсіки для середніх паливних баків. За шахтами амортизаційних пружин 5-й пари опорних котків обладнані відсіки для кормових паливних баків. Паливні відсіки закриті зсередини танка, вертикальними фальшбортами з листової сталі.
Корми корпусу. Складається з верхнього та нижнього кормових аркушів і картерів бортових передач.
Верхній кормової лист, знімний, кріпиться болтами до бортовим листам і може відкидатися назад на петлях. У середній частині цього листа виконаний круглий люк для доступу до силової передачі (агрегатам трансмісійного відділення), що закривається кришкою на петлях і болтах, а з боків виконані два овальних отвори для виведення вихлопних труб, захищених зовні броньовими ковпаками і встановлені кронштейни, з замками, для кріплення димових шашок. Провід до електрозапалом димових шашок, проведені в сталевих захисних трубках, закріплених на верхньому кормовому листі.
Днище корпусу. У днище корпусу виконані: лючки для доступу до деталей підвісок, до зливним пробкам баків і картера коробки передач; люк для доступу до водяного і масляного насосів двигуна; в передній частині днища, праворуч, виконаний люк для виходу екіпажу з танка в умовах, коли обстановка не дозволяє вийти через верхні люки. На внутрішній частині днища корпусу встановлені кронштейни для кріплення агрегатів силової установки та силової передачі, а також сидінь механіка-водія і кулеметника.
Дах корпусу. Складається з трьох частин: даху бойового відділення; даху відділення силової установки; даху силової передачі.
Дах над бойовим відділенням (підбаштовий лист), приварена до лобового і бортовим листам, має виріз діаметром 1600 мм. З внутрішньої сторони, по периметру погонного вирізу, приварений кільцевої корпус баштової кульковою опори.
У даху над бойовим відділенням виконані люки: по кутах, люки над шахтами для пружин підвісок 2-й і 3-й пар опорних котків; попереду, праворуч і ліворуч — два круглих люка, для доступу до пробок заливних горловин передніх і середніх паливних баків. Всі люки закриті броньовими кришками.
Дах відділення силової установки, знімна, кріпиться болтами до бортовим листам і перегородок, складається з середнього листа, розташованого над двигуном, що має люк для доступу до двигуна і двох бічних аркушів з повітропритоками, що закриваються жалюзі, виконаним з броньових аркушів. Управління жалюзі здійснюється з бойового відділення. Кожен повітроприток закритий броньовим ковпаком з вирізами для проходу повітря. Через ці вирізи і повітропритік повітря засмоктується вентилятором і використовується для охолодження і живлення двигуна. У бічних листах даху відділення силової установки виконані по два люки над шахтами для пружин підвісок 3-й і 4-й пар опорних котків і по одному люка для підходу до заправних горловина маслобаків. Всі люки закриті броньовими кришками.
У даху відділення силової передачі встановлені жалюзі повітровідводу, що закриваються сіткою. Управління жалюзі здійснюється з бойового відділення. З правого боку даху відділення силової передачі, виконаний лючок, закритий броньовий кришкою, для доступу до заправної горловини кормових паливних баків.

## Бойове застосування

### Після 1945 року
Після Другої світової війни Т-34-85 активно експортувався в безліч країн світу і застосовувався в ряді військових конфліктів. Легендарні танки залишалися на озброєнні деяких країн, наприклад, Іраку, до кінця XX століття.
- Корейська війна (1950—1953, Китай, Північна Корея)
- Суецька криза (1956, Єгипет)
- Угорське повстання (1956, СРСР, повстанці)
- Війна у В'єтнамі (1957—1975, Північний В'єтнам)
- Операція в затоці Свиней (1961, кубинська армія)
- Військовий переворот 1962 року в Ємені (1962, сили республіканців). 26 вересня 1962 року 6 танків Т-34-85 були використані «Вільними офіцерами» для блокади резиденції імама Мохаммеда Аль-Бадра. Взявши палац Башаяр в півкільце танки почали обстріл верхніх поверхів будівлі, викликавши пожежу. Через 10:00 облоги гарнізон палацу і сім'я імама втекли, використовуючи потайний вихід з підвального приміщення. Ще 20 танків Т-34-85 зайняли позиції на столичній площі Шарар, для запобігання можливих дій монархістів.
- Шестиденна війна (1967, Єгипет, Сирія)
- Турецьке вторгнення на Кіпр (1974, греки-кіпріоти)
- Громадянська війна в Анголі (1975—2002, урядова армія)
- Громадянська війна в Афганістані (1978—1992, урядова армія, моджахеди)
- Китайсько-в'єтнамська війна (1979, В'єтнам)
- Ліванська війна (1982, Організація визволення Палестини)
- Війна Хорватії за незалежність (1991—1995, Хорватія, Югославія)
- Боснійська війна (1992—1995, боснійські серби)

## Оператори
- СРСР:
  - Червона армія: майже 25 899 танків в 1944—1950-х рр..
- Польща:
  - 118 танків, переданих СРСР в 1943—1945 роках.
  - 1380 Т-34-85 вийшов у відставку в 1950-х років.
- Югославія (НВАЮ):
  - Перші 16 танків Т-34 були передані СРСР 7 вересня 1944 (до кінця війни було отримано 65 шт.), ще шість Pz.Kpfw.747 (радянські танки Т-34-76 випуску 1941—1942 рр.., модернізовані німцями) були захоплені в німців на початку 1945 року. Після закінчення війни, 1947 року в СРСР були куплені ще 308 шт. Т-34-85.
- Монголія:
  - 40 T-34-85, переданих СРСР в 1945—1953 роках. зняті з озброєння 1951—1953 рр.
- НДР:
  - Звичайно перша за все, ці танки були передані армій країн-членів Варшавського договору. Наприклад, якщо створюється Національна Народна Армія НДР, з 1 березня 1956 року німецькими військами була передана 119 танків Т-34, 516 Т-34-85 і трактор Т-34Т. Тридцять-чотири народної армії НДР
- Німеччина:

Тридцять-чотири народної армії НДР

  - Вийшов у відставку в 1991—1993 рр.
- Чехословаччина:
  - Вийшов у відставку в 1991—1993 рр.
- Болгарія:
  - В період з 14 березня 1945 до кінця війни СРСР передав 65 танків Т-34.
- Румунія.
- Угорщина.
- Фінляндія — 7 Т-34-85 вийшов у відставку в 1960-х років.
- Єгипет — 400 Т-34, станом на 1973 року.
- Сирія — 240 Т-34, станом на 1973 року.
- Куба:
  - 300 Т-34-85, станом на 2010 рік.
- Китай.
- Кіпр.
- Лаос — 10 Т-34-85, станом на 2010 рік.
- Афганістан.
- Ірак.

## У кіно і телесеріалах
Історія створення танка Т-34 була відображена в 1980 у фільмі «Головний конструктор». Але оскільки до того часу знайти Т-34 зразка 1940 (а тим більше А-34) було неможливо, у фільмі знімалися пізні танки Т-34-85.

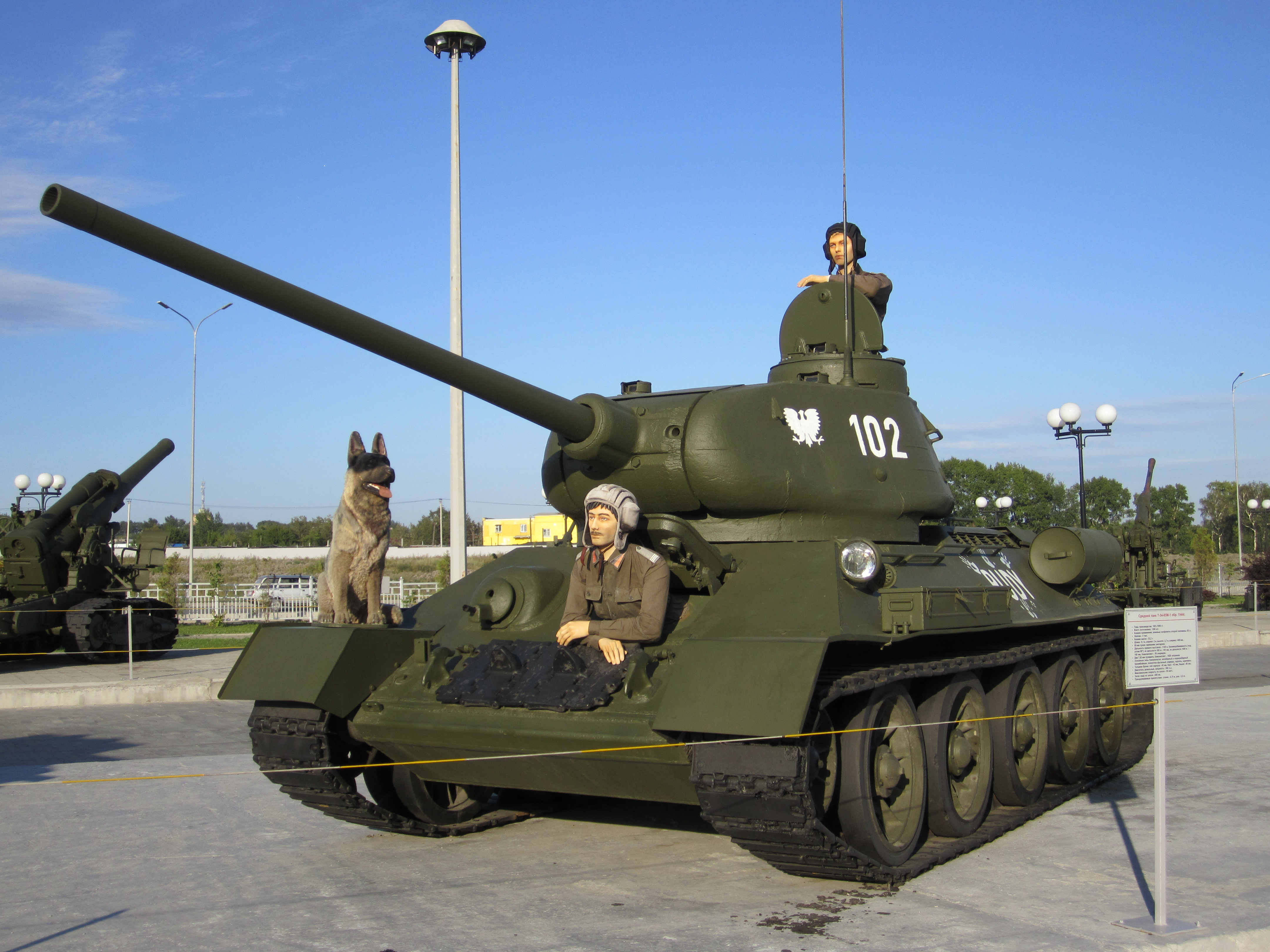
Танк Т-34-85 Rudy з «Чотири танкісти і пес»

Справжні Т-34 можна побачити в наступних радянських фільмах:
- «Жайворонок» (знімався Т-34-76 зр. 1942 року, спеціально відновлений на Ленфільмі, а також кілька Т-34-85);
- «На війні як на війні» (Т-34-85);
- кіноепопея «Звільнення» (Т-34-85).
- в кінокомедії «Курортний роман»
- Крім того, Т-34-85, що використовувалися в зйомках польського телесеріалу «Чотири танкісти і пес» були ліцензійним післявоєнним виробництвом Польщі.
- «Білий тигр (фільм)» (Т-34-76, Т-34-85).
- «Врятувати рядового Райана» (як танки PzKpfw VI «Тигр» у фільмі використані закамуфльовані Т-34-85, це помітно по характерній будові ходової частини танків).

## Цікаві факти
- Танк Т-34-85 є практично незмінним учасником будь-якого фільму про Німецько-радянську війну, у тому числі про її початковий період 1941—1943 року, через неможливість застосування танків більш ранньої версії.
- 26 жовтня 2006 року під час антиурядових виступів у Будапешті, демонстрантам вдалося запустити двигуни музейних Т-34-85 і БТР-152, і використовувати їх у зіткненнях з поліцією.

## Фотогалерея

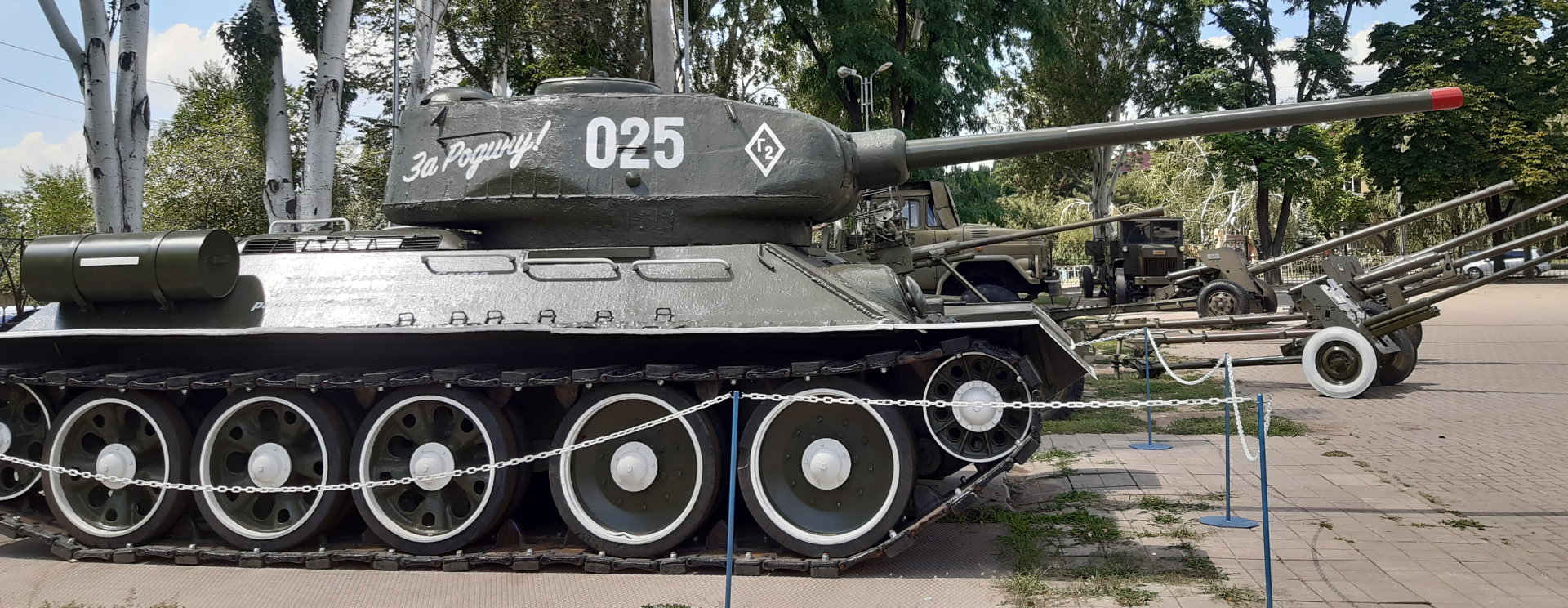
Музей техніки Богуслаєва

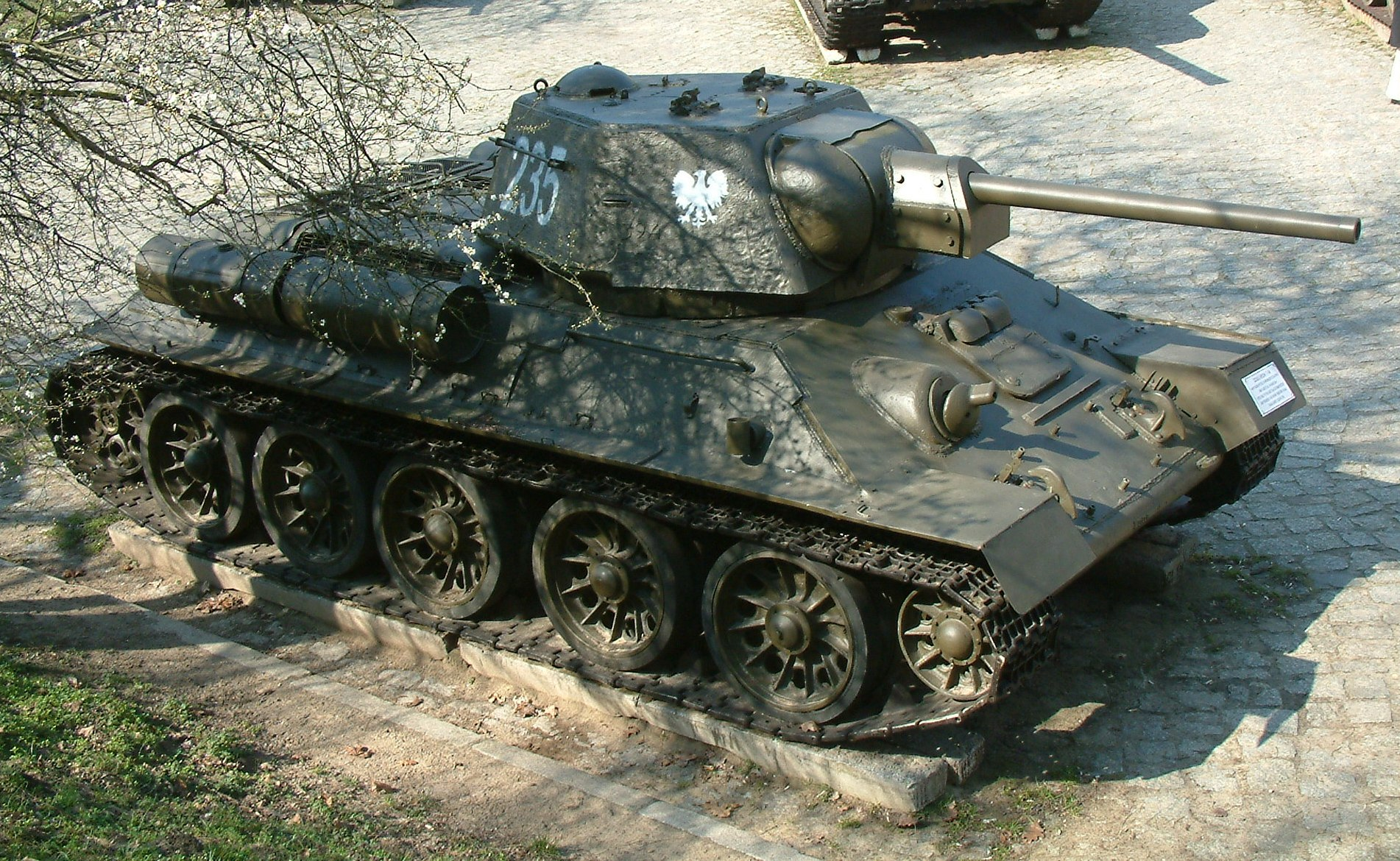
Т-34/76 зразка 1942 року, місто Познань
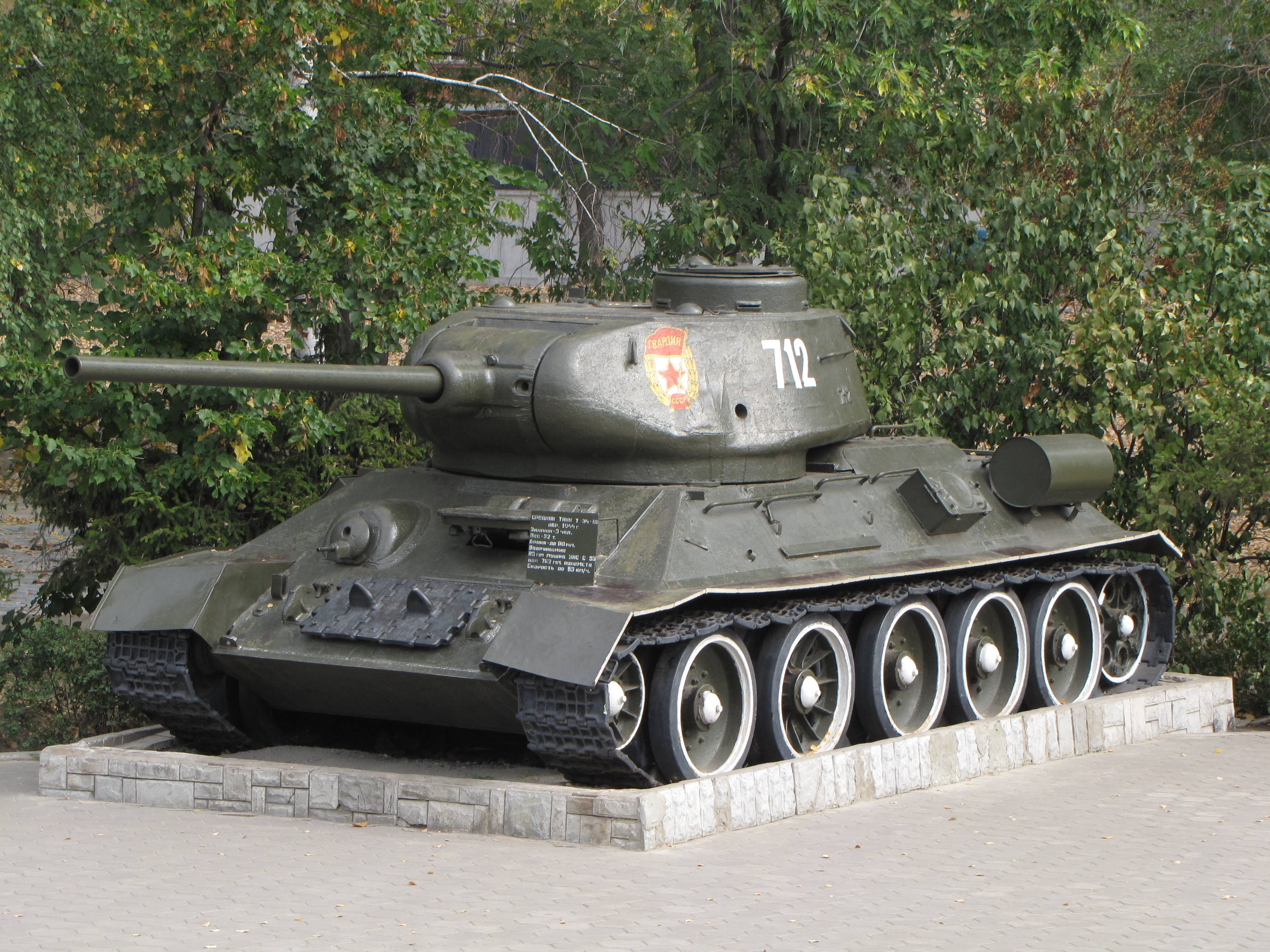
T-34-85 зразка 1944 року, музей міста Воронеж
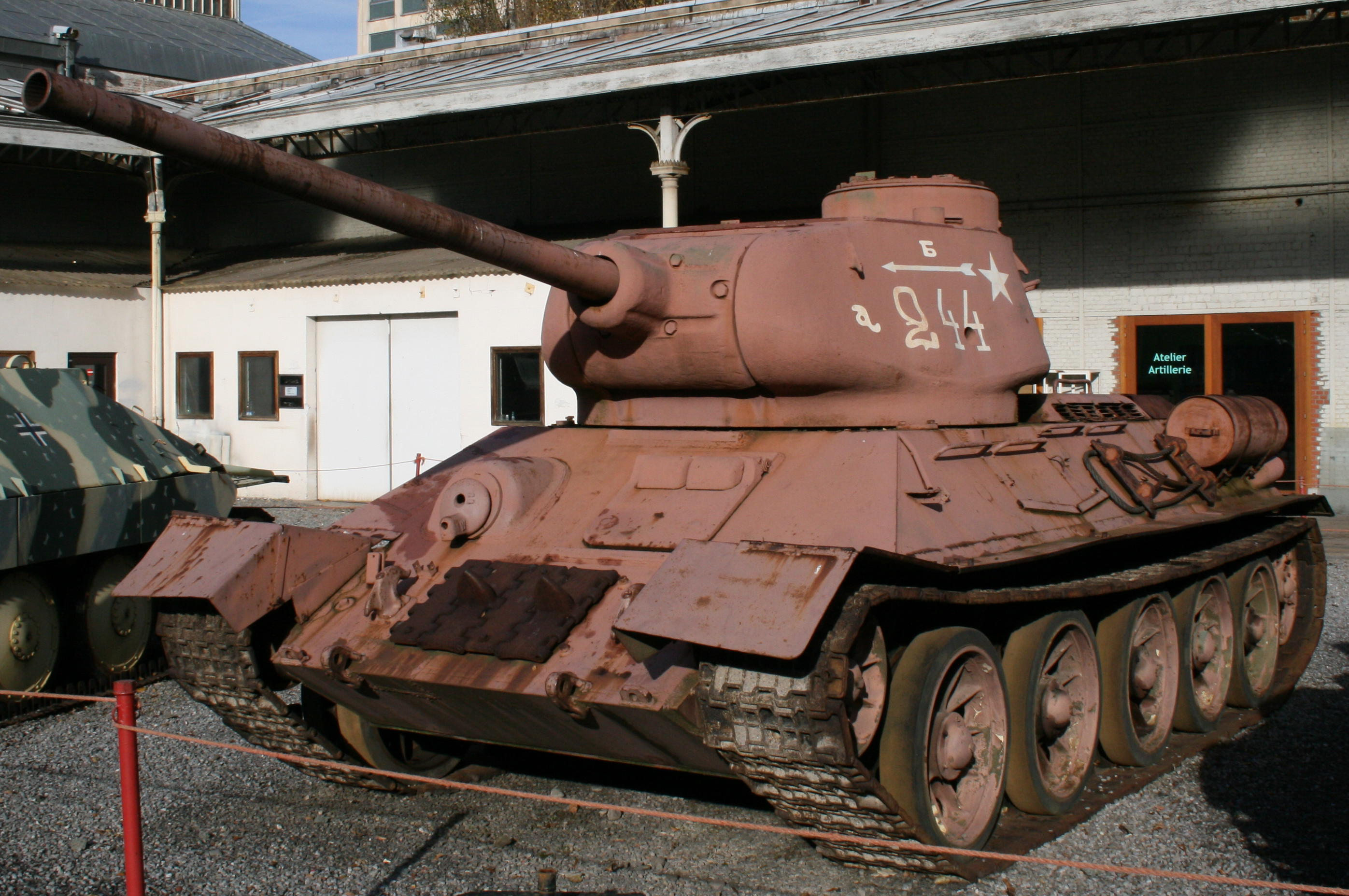
T-34-85, Брюссель
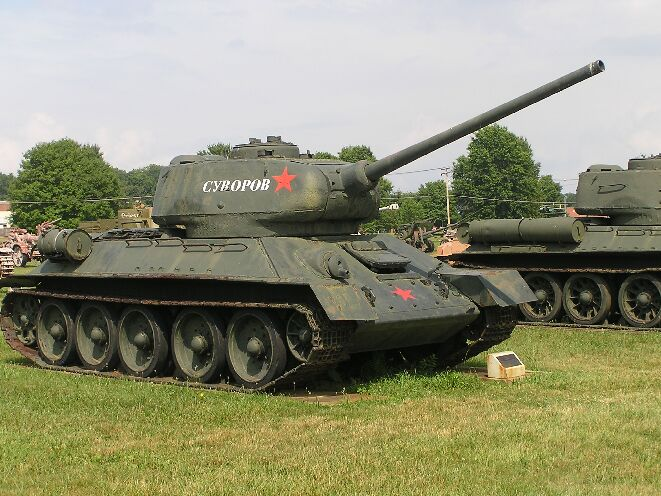
T-34-85, музей в США
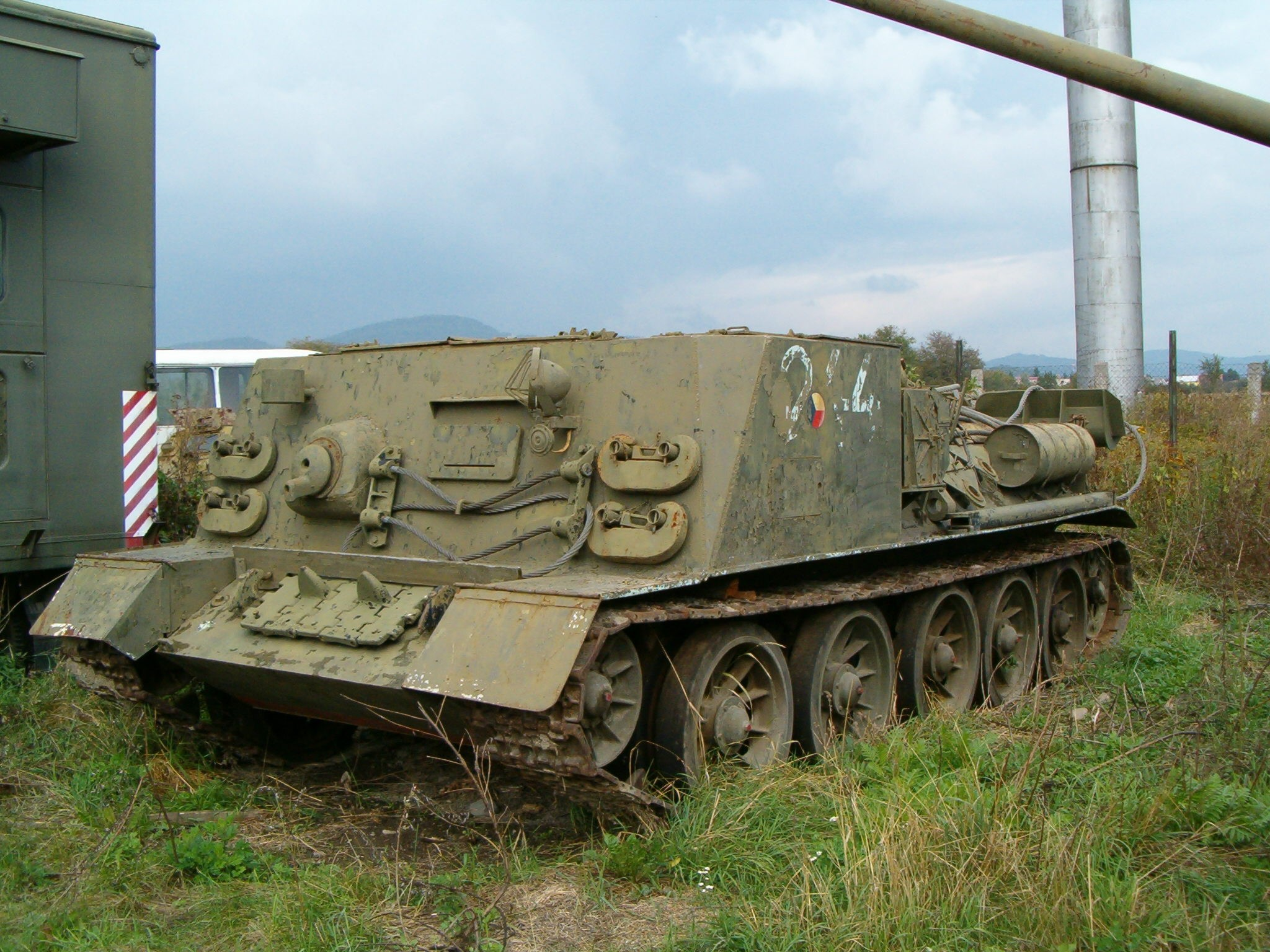
БРЕМ
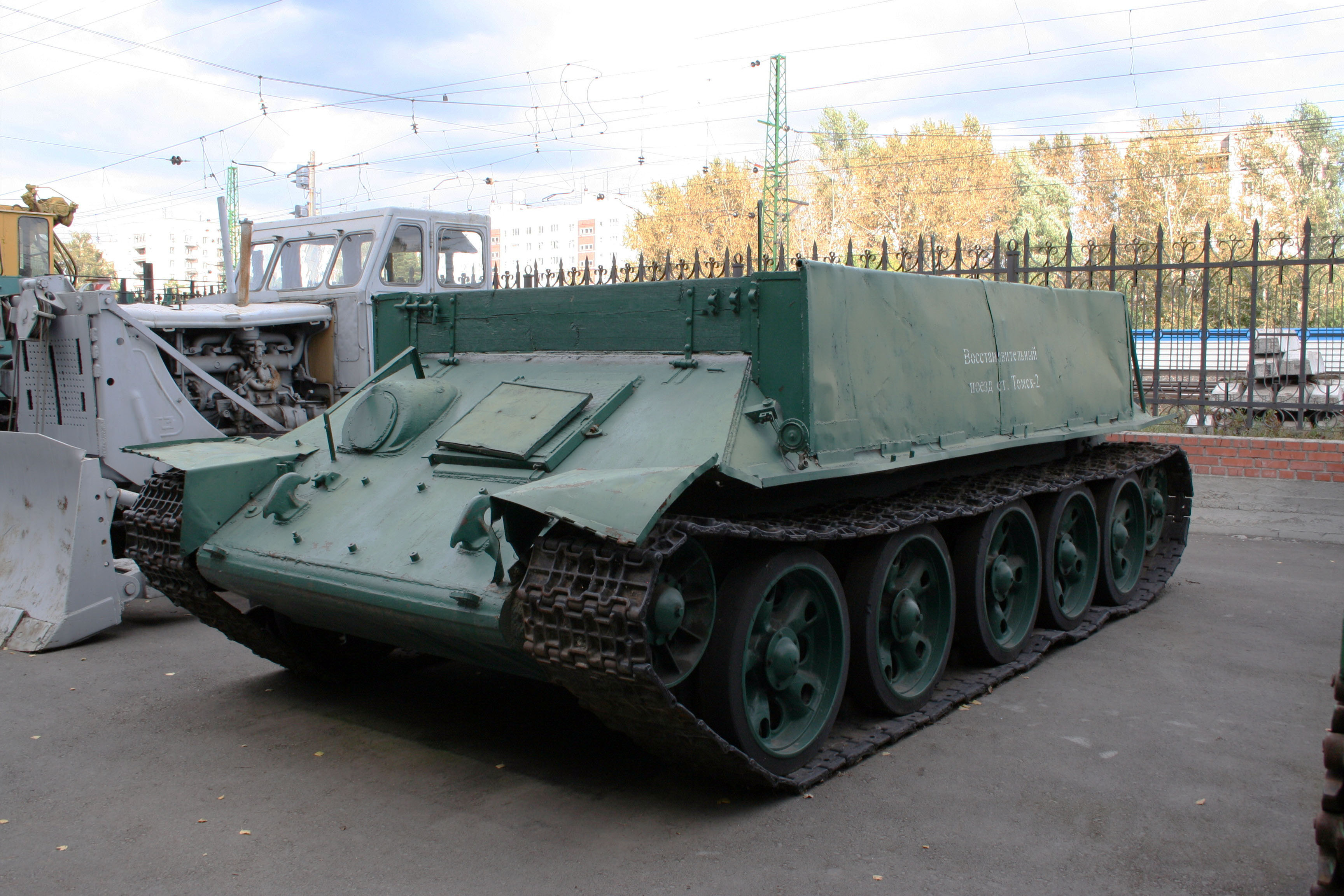
Трактор Т-34
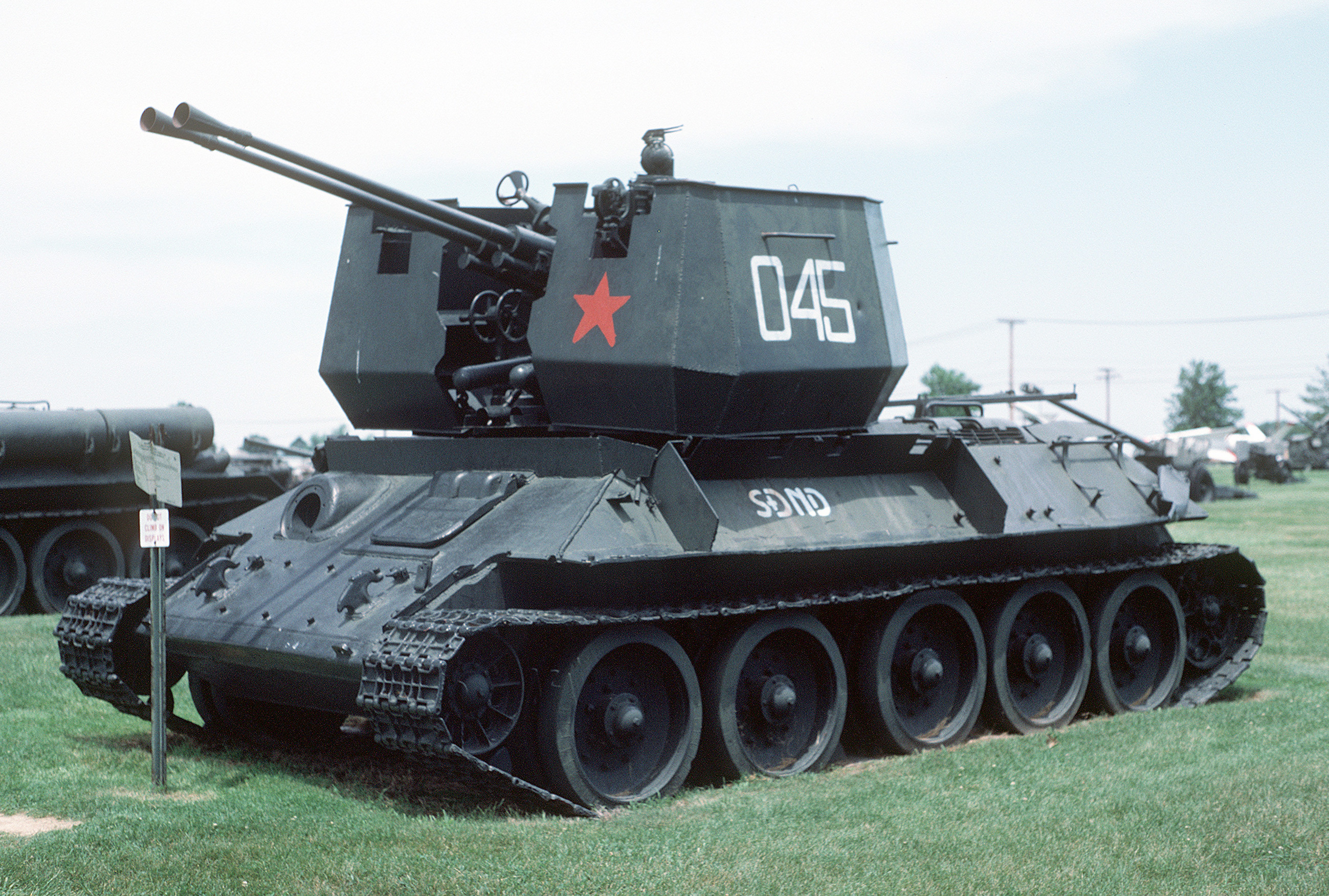
37-мм ЗСУ Тип 63
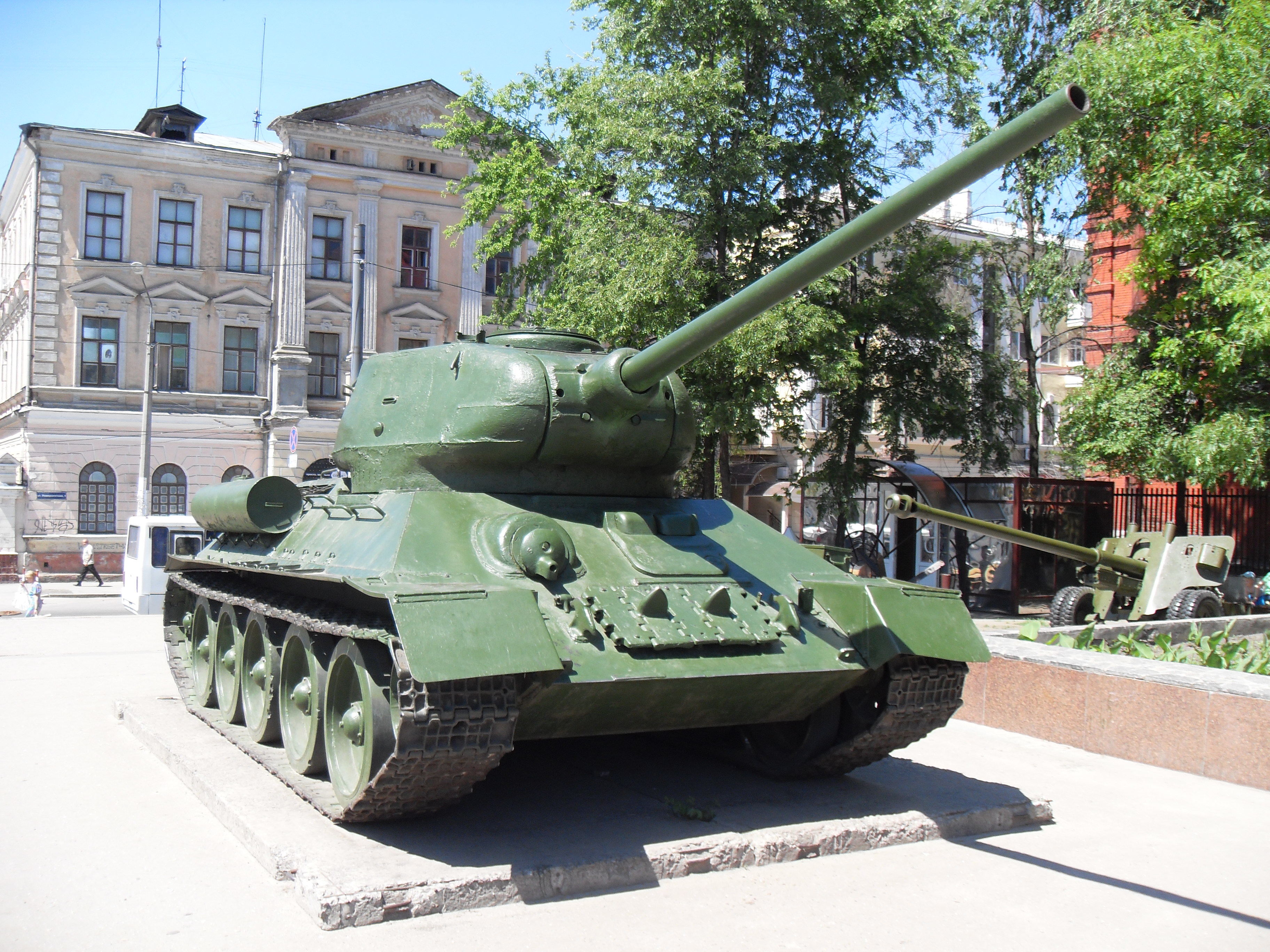
T-34-85 під час Другої світової війни на Майдан Конституції (Харків)
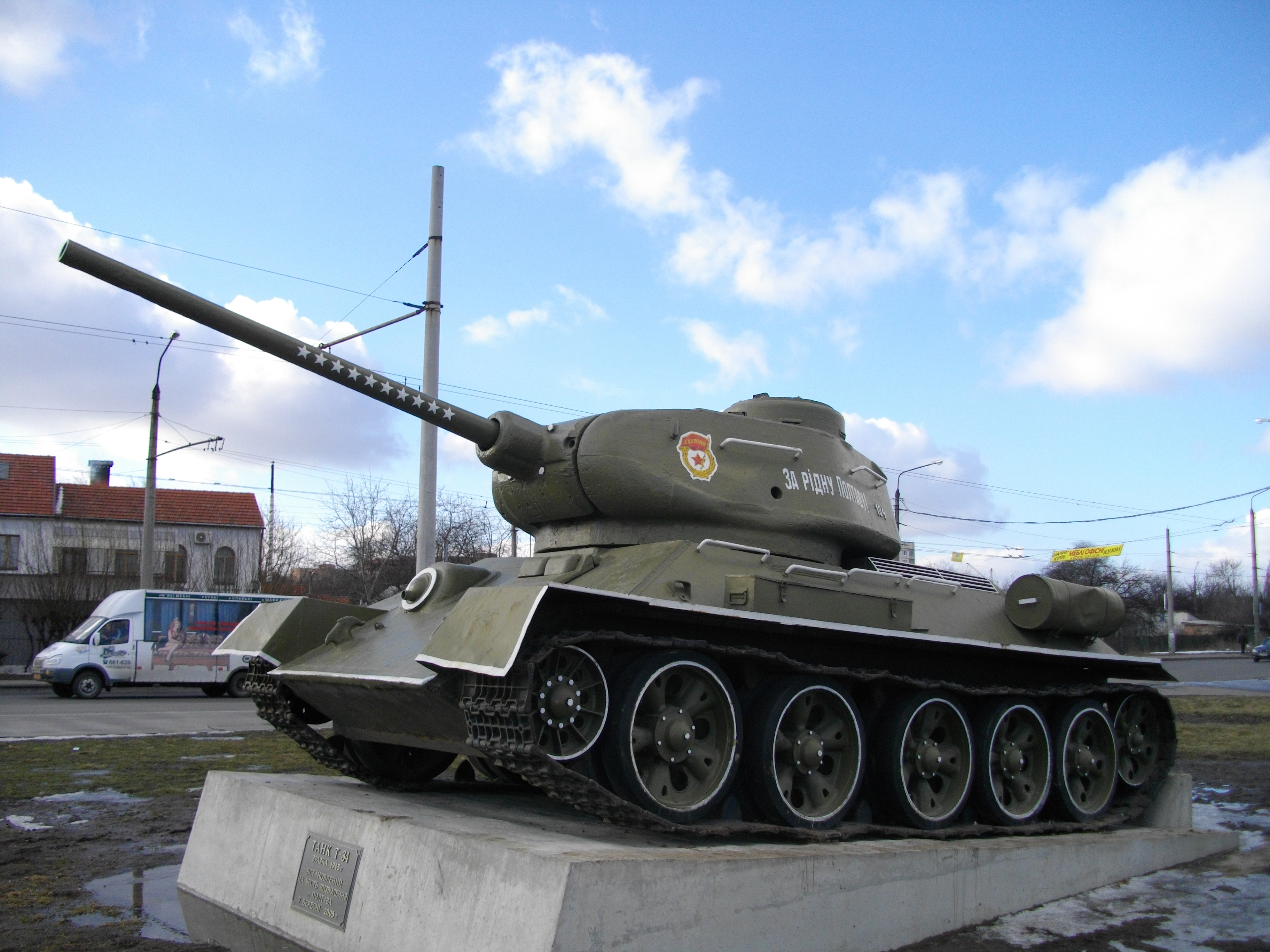
Т-34-85 зразка 1943 року, місто Полтава